# Mauro Gambetti
Mauro Maria Gambetti (Castel San Pietro Terme, 27 de octubre de 1965) es un sacerdote franciscano, arzobispo y cardenal católico italiano. Es el actual vicario general de Su Santidad para el Estado de la Ciudad del Vaticano, arcipreste de la Basílica de San Pedro y presidente de la Fábrica de San Pedro. Fue ministro provincial de la Provincia Boloñesa de la Orden de Frailes Menores Conventuales, entre 2009 a 2013, y custodio del Sagrado Convento de Asís, entre 2013 a 2020.

## Biografía

### Primeros años
Mauro Gambetti nació el 27 de octubre de 1965 en Castel San Pietro Terme, en la provincia y archidiócesis de Bolonia. 
Vivió su infancia y juventud en Imola con sus padres Ermenegildo Gambetti y Maria Teresa Ceroni. En su familia ya estaban presentes dos sacerdotes, ambos hermanos de su abuelo paterno Antonio: el padre Ermenegildo (1871-1927), misionero en América del Sur, y Don Carlo (1883-1945), primer párroco y canónigo de la catedral de Imola. 
Recibió el sacramento de la primera comunión en la parroquia de San Giovanni Nuovo en Imola, donde también fue preparado para la confirmación, que recibió del entonces obispo Luigi Dardani en la catedral de San Cassiano el 3 de octubre de 1976.

### Formación
Estudió en el instituto científico de Imola, donde fue compañero de clase (sección B) de Stefano Domenicali, futuro director del departamento de carreras de la Scuderia Ferrari. Después de sus estudios de secundaria, estudió ingeniería mecánica con dirección de plantas en la Universidad de Bolonia. Después de graduarse, realizó el servicio militar obligatorio en la Infantería cerca de Bérgamo.

## Vida religiosa
Ingresó en el postulantado de la Orden de Frailes Menores Conventuales en septiembre de 1992. Vivió el año de noviciado en Osimo, donde profesó la vida y la regla franciscana con votos temporales el 29 de agosto de 1995. Profesó sus votos perpetuos el 20 de septiembre de 1998 en la catedral de Imola. Después de su bachillerato en teología en el Instituto Teológico de Asís, estudió antropología teológica y obtuvo una licenciatura de la Facultad de Teología de Italia Central en Florencia.

### Sacerdocio
Recibió su ordenación sacerdotal el 8 de enero de 2000, a la edad de 34 años, en el Santuario del Santísimo Crucifijo en Longiano. Aquí, en el mismo convento, trabajó como animador de la pastoral vocacional para Emilia-Romagna y, de 2005 a 2009, también como guardián de la comunidad franciscana. En la primavera de 2009, el capítulo de la provincia boloñesa de San Antonio de Padova lo eligió ministro provincial (superior mayor según el can. 620 del Código de derecho canónico) de los frailes menores conventuales de Emilia-Romaña, mientras que en 2010, también fue nombrado asistente regional de la Orden Franciscana Seglar para Emilia Romagna.
El 22 de febrero de 2013, el ministro general Marco Tasca, de acuerdo con su colegio definitorio, lo nombró Custodio general (cargo equivalente al de ministro provincial, pero con potestad vicaria ordinaria según las Constituciones de la Orden) de la Custodia general de la Sagrado Convento de San Francisco de Asís para el cuatrienio 2013-2017, confirmándolo nuevamente para el cuatrienio 2017-2021. Paralelamente al cargo de Custodio, Domenico Sorrentino, arzobispo-obispo de Asís-Nocera Umbra-Gualdo Tadino, lo nombró vicario episcopal para la atención pastoral de la Basílica Papal de San Francisco y otros lugares de culto gestionados por los Frailes Menores conventuales de la misma diócesis. En septiembre de 2017 fue elegido presidente de la Federación Intermediterránea de Ministros Provinciales de su Orden.

## Cardenalato
El 25 de octubre de 2020, durante el Ángelus, el papa Francisco anunció su creación como cardenal en el consistorio del próximo 28 de noviembre. Tras este anuncio, dimitió del cargo de custodio general, aceptado por el ministro general con el consentimiento de su Definitorio el 31 de octubre de 2020 "por incompatibilidad de los cargos (cf CIC, can. 152)". Es el primer franciscano conventual en recibir la púrpura después de Antonio María Panebianco, creado cardenal el 27 de septiembre de 1861.
Recibió la consagración episcopal el 22 de noviembre, en Asís, por la imposición de las manos del cardenal Agostino Vallini, legado papal de las basílicas de San Francisco y Santa Maria degli Angeli, asistido por el coconsagrante Domenico Sorrentino, arzobispo-obispo de Assisi-Nocera Umbra-Gualdo Tadino.
El 29 de noviembre de 2020 fue nombrado miembro de la Congregación para los Institutos de Vida Consagrada y las Sociedades de Vida Apostólica.
El 20 de febrero de 2021 el papa Francisco le nombró vicario general de Su Santidad para la Ciudad del Vaticano, arcipreste de la Basílica Papal de San Pedro del Vaticano y presidente de la Fábrica de San Pedro, ad quinquennium.
El 4de noviembre de 2021 fue nombrado miembro de la Pontificia Comisión para el Estado de la Ciudad del Vaticano ad quinquennium.
El 30 de noviembre de 2021 fue nombrado miembro del Dicasterio para la Comunicación ad quinquennium.
El 2 de junio de 2023 fue nombrado juez del Tribunal de Casación del Estado de la Ciudad del Vaticano, con efectos a partir del 1 de enero de 2024.